# Johnston (Iowa)
Johnston es una ciudad ubicada en el condado de Polk en el estado estadounidense de Iowa. En el Censo de 2010 tenía una población de 17278 habitantes y una densidad poblacional de 363,29 personas por km².

## Geografía
Johnston se encuentra ubicada en las coordenadas 41°40′52″N 93°42′53″O / 41.68111, -93.71472. Según la Oficina del Censo de los Estados Unidos, Johnston tiene una superficie total de 47.56 km², de la cual 44.44 km² corresponden a tierra firme y (6.56%) 3.12 km² es agua.

## Demografía
Según el censo de 2010, había 17278 personas residiendo en Johnston. La densidad de población era de 363,29 hab./km². De los 17278 habitantes, Johnston estaba compuesto por el 91.02% blancos, el 2.18% eran afroamericanos, el 0.08% eran amerindios, el 4.63% eran asiáticos, el 0.02% eran isleños del Pacífico, el 0.56% eran de otras razas y el 1.52% pertenecían a dos o más razas. Del total de la población el 2.03% eran hispanos o latinos de cualquier raza.